# Райтбурт, Семён Липович
Семён Ли́пович Ра́йтбурт (3 февраля 1921 — 28 апреля 2012, Москва) — советский, российский режиссёр и сценарист научно-популярного кино. Обладатель премий Венецианского кинофестиваля (1955 и 1957 годов). Заслуженный деятель искусств РСФСР (1986). 

## Биография
Родился в еврейской семье 3 февраля в 1921 году в деревне Крамополь, Подольской губернии (ныне Винницкая область Украины). Юношей посещал кинокружок Одесского Дворца пионеров. 
В декабре 1938 года поступил во ВГИК (мастерская С. Эйзенштейна и Л. Кулешова), эвакуированного осенью 1941 года в Алма-Ату, там же в апреле 1942 года был призван в ряды Красной армии. С августа 1943 в звании младшего воентехника воевал в 632 отдельном разведывательном артиллерийском дивизионе на 2-м Украинском фронте, в одном из боёв получил тяжёлое ранение. В декабре 1944 года после демобилизации был восстановлен на третьем курсе режиссёрского факультета ВГИКа, который окончил в 1948 году. Выбрав научно-популярное кино, стал режиссёром «Моснаучфильма» («Центрнаучфильм» — с 1966 года).
Картины Райтбурта «На берегу озера Иссык-Куль» (1954) и «Развитие рефлекторной деятельности в онтогенезе» (1957) отмечены премиями Венецианского кинофестиваля 1955 и 1957 годов, «Секрет НСЕ» (1959) — премией Всесоюзного кинофестиваля (1960) и премией имени Ломоносова (1961). Был одним из авторов киноальманаха «Горизонт», снимал сюжеты для кинопериодики: «Наука и техника», «Хочу все знать», выступал как автор текста.
С 1961 года преподавал во ВГИКе.
Член ВКП(б) с 1950 года, член Союза кинематографистов (Москва).
Похоронен на Черкизовском (Северном) кладбище (участок № 1).

## Фильмография
Режиссёр
- 1954 — На берегу озера Иссык-Куль
- 1956 — История одного выигрыша
- 1957 — Дорога в жизнь
- 1957 — Развитие рефлекторной деятельности в онтогенезе
- 1958 — Дорогами жизни
- 1959 — Рассказы о семилетнем плане. Народное образование
- 1959 — Секрет НСЕ
- 1960 — Мозг и машина
- 1961 — День на реке
- 1964 — Здравствуй Латуня
- 1964 — Что такое теория относительности?
- 1965 — Семь советских песен
- 1967 — Играет Леонид Коган
- 1968 — Каникулы в каменном веке
- 1968 — ПТО — 68
- 1969 — Эффект Кулешова[8]
- 1970 — Этот правый левый мир
- 1971 — Физика в половине десятого (киноальманах «Горизонт» № 7)
- 1972 — Математик и чёрт
- 1974 — Урок астрономии (киноальманах «Горизонт» № 7)
- 1975 — Девять писем одного года(киноальманах «Горизонт» № 9)[9]
- 1977 — Кто за стеной?
- 1979 — Время жизни (киноальманах «Горизонт» № 21)
- 1980 — Миллиард лет и один час
- 1981 — Лестница чувств
- 1982 — В кривом зеркале (киноальманах «Горизонт» № 30)
- 1985 — Познай себя
- 1985 — Репетиция оркестра[10]
- 1987 — Чеховы
- 1988 — Юбилей[11]
- 1990 — Русский модерн
- 1990 — Семь лет и вся жизнь
- 1991 — Операция «Гелий». Фильм 1. «Солнечное вещество»[12]
- 1991 — Операция «Гелий». Фильм 2. «С неба на Землю»
- 1992 — Операция «Гелий». Фильм 3. «Невидимые лучи»[13]
- 1992 — Операция «Гелий». Фильм 4. «Нам не дано предугадать»
- 1993 — Операция «Гелий». Фильм 5. «Почему светит солнце»

Сценарист
- 1957 — Дорога в жизнь
- 1958 — Дорогами жизни (совместно с И. Болгариным)
- 1964 — Что такое теория относительности? (короткометражный)
- 1965 — Семь советских песен (совместно с Л. Белокуровым)
- 1968 — ПТО — 68
- 1970 — Этот правый, левый мир (короткометражный)
- 1971 — Физика в половине десятого (короткометражный)
- 1972 — Математик и чёрт (короткометражный)
- 1973 — Урок астрономии (короткометражный)
- 1975 — Девять писем (киноальманах «Горизонт» № 9)
- 1977 — Кто за стеной? (короткометражный)
- 1979 — Время жизни
- 1980 — Миллиард лет и один час
- 1981 — Лестница чувств (короткометражный)
- 1988 — Юбилей
- 1991 — Операция «Гелий». Фильм 1. «Солнечное вещество»
- 1991 — Операция «Гелий». Фильм 2. «С неба на Землю»
- 1992 — Операция «Гелий». Фильм 3. «Невидимые лучи»
- 1992 — Операция «Гелий». Фильм 4. «Нам не дано предугадать»
- 1993 — Операция «Гелий». Фильм 5. «Почему светит солнце»

## Награды и звания
- медаль «За отвагу» (6 июля 1944)[2]
- медаль «За победу над Германией в Великой Отечественной войне 1941—1945 гг.»[3]
- орден «Знак Почёта» (1981)[3]
- орден Отечественной войны I степени (6 ноября 1985)[14]
- заслуженный деятель искусств РСФСР (17 июня 1986)[3]

## Память
- документальный телефильм из цикла «Острова» (ГТРК «Культура»)[15]